# Satdhara- und Sonari-Stupas
Die buddhistischen Stupas (auch topes genannt) von Satdhara und Sonari in der näheren Umgebung von Sanchi gehören zu den wenig bekannten Bauten ihrer Art; sie befinden sich im Distrikt Raisen im indischen Bundesstaat Madhya Pradesh.

## Lage
Die Stupas von Satdhara und Sonari befinden sich jeweils ca. 12 km (Fahrtstrecke) westlich von Sanchi in einer Höhe von circa 450 m ü. d. M. Beide Stätten liegen nur circa 5 km (Luftlinie) auseinander und sind von den nächstgelegenen Ortschaften nur nach 2 bzw. 3,5 km langen Wanderungen zu erreichen. Die nächstgelegene Bahn- und Busstation zwischen Bhopal und Vidisha ist Salamatpur; von dort fahren Motorikshas oder Taxis. Man kann die beiden Stätten auch im Rahmen einer Tagestour mit gemieteten Fahrrädern von Sanchi aus besichtigen.

## Geschichte
Beide buddhistische Stätten entstanden ab dem 2. Jahrhundert v. Chr. und wurden spätestens im 12. Jahrhundert n. Chr. mit der Ankunft des Islam aufgegeben. Danach wurden sie weitgehend vergessen und erst Mitte des 19. Jahrhunderts durch den Briten Alexander Cunningham wiederentdeckt. Umfangreiche Restaurierungsarbeiten erfolgten erst in den letzten Jahrzehnten des 20. Jahrhunderts.

## Architektur
Satdhara (23° 28′ 45″ N, 77° 39′ 7″ O)
- Der große Stupa von Satdhara steht auf einer circa 4,50 m hohen runden Plattform (jagati) mit einem Durchmesser von circa 32,80 m und ist circa 13,65 m hoch. Auf der Spitze des halbkugelförmigen Bauwerks befinden sich noch Reste eines ehemals vorhandenen Steinzauns (harmika). Eine Umwandlung (pradakshina) des Stupa war auch auf einer gepflasterten ebenerdigen Freifläche möglich, von der noch Spuren entdeckt wurden.
- Die Kuppel eines weiteren kleinen Stupas ist nicht vollendet.
- In der Umgebung stehen die Ruinen von Tempeln und anderen Gebäuden mit Apsis.

Sonari (auch Sunari; 23° 26′ 24″ N, 77° 39′ 55″ O)
- Der circa 15 m hohe große Stupa von Sonari, dessen oberer Abschluss nicht rekonstruiert wurde, erhebt sich ebenfalls über einer runden Plattform.
- Auf dem Gelände stehen zwei weitere, aber deutlich kleinere Stupas.